# La môme
La môme (bra: Piaf - Um Hino ao Amor; prt: La Vie en Rose) é um filme tcheco-britano-francês de 2007, do gênero drama biográfico-musical, escrito e dirigido por Olivier Dahan, baseado na vida da cantora Édith Piaf (representada por Marion Cotillard na fase adulta).
Recebeu vários prêmios, incluindo o Oscar de melhor atriz principal e de melhor maquiagem. 

## Sinopse
Nascida num subúrbio de Paris, Édith Giovanna Gassion demora a conquistar prestígio como cantora em seu país. Após vários anos na estrada, é descoberta por um caça-talentos que a apelidou de La môme Piaf (pequeno passarinho, em francês) e lhe deu a oportunidade de cantar em alguns cabarés bem-frequentados. Sua voz logo conquista Paris, e rapidamente Édith Piaf torna-se reconhecida por toda a Europa, continente desolado pela guerra.

## Elenco
- Marion Cotillard .... Édith Piaf
- Sylvie Testud .... Mômone
- Pascal Greggory .... Louis Barrier
- Emmanuelle Seigner .... Titine
- Jean-Paul Rouve .... Louis Gassion
- Gérard Depardieu .... Louis Leplée
- Clotilde Courau .... Anetta
- Jean-Pierre Martins .... Marcel Cerdan
- Catherine Allégret .... Louise
- Marc Barbé .... Raymond Asso
- Caroline Sihol .... Marlene Dietrich
- Manon Chevallier .... Piaf aos 5 anos
- Pauline Burlet .... Piaf aos 10 anos
- Elisabeth Commelin .... Danielle Bonel
- Marc Gannot .... Marc Bonel

## Trilha sonora
- La vie en rose – Louis Gugliemi (música) e Édith Piaf (letra)
- Non, je ne regrette rien – Charles Dumont (música) e Michel Vaucaire (letra)
- Milord – Marguerite Monnot (música) e Georges Moustaki (letra)
- L'hymne à l'amour – Monnot (música) e Piaf (letra)
- Les mômes de la cloche – Jacques Médinger (música), Vincent Scotto (letra) e André Decaye (letra)

## Prêmios
| Prêmio             | Categoria                          | Recipiente       | Resultado |
| ------------------ | ---------------------------------- | ---------------- | --------- |
| Oscar 2008         | Melhor atriz                       | Marion Cotillard | Venceu    |
| Oscar 2008         | Melhor maquiagem                   | Loulia Sheppard  | Venceu    |
| Oscar 2008         | Melhor figurino                    | Marit Allen      | Indicado  |
| Globo de Ouro 2008 | Melhor atriz em comédia ou musical | Marion Cotillard | Venceu    |